# ستيفن هيكمان
ستيفن هيكمان (بالإنجليزية: Stephen Hickman)‏ هو رسام توضيحي أمريكي، ولد في 9 أبريل 1949 في واشنطن العاصمة في الولايات المتحدة.

## وصلات خارجية
- الموقع الرسمي